# リスキー・ゲーム
『リスキーゲーム』は、1996年1月11日より3月14日まで毎週木曜日22:00 - 22:54に、TBS系列で放送されていた日本のテレビドラマ。主演は松下由樹。
放送終了後にVHSでのリリースはされたものの、DVDやBD化はされていない。

## キャスト
- 森崎映子 - 松下由樹
- 深沢祥子 - 石田ゆり子
- 早川知美 - 水野真紀
- 日比野道彦 - 東幹久
- 斎藤卓也 - 豊原功補
- 早川大地 - 筧利夫
- 鈴木洋平 - 北原雅樹
- 高山彰 - 渡辺慶
- 遠藤久美子 - 森山祐子
- 奥寺奈緒美 - 大賀勇気
- 渡辺千秋 - 木内美歩
- 小竹正 - 佐戸井けん太
- 片桐龍作 - 神山繁
- バーのママ（篠塚博司） - 篠井英介
- 奥寺麗子 - 黒田福美
- 黒岩英一 - 益岡徹
- 佐久間昇 - 蟹江敬三

## スタッフ
- 脚本：瀧川晃代、西田宏光、土屋斗紀雄
- 音楽：重実徹
- 演出：日名子雅彦、阿部雄一
- 主題歌：CHAGE&ASKA「river」（ポニーキャニオン）
- 挿入歌：小林恵「恋は胸に咲き乱れ」（Sony Records、SRDL4144）
- プロデュース：三宅川敬輔
- 制作：TBS[1]、イースト

## 受賞歴
- 第8回ザテレビジョンドラマアカデミー賞
  - タイトルバック賞

## 放送日程
| 第1話                                                     | 1996年1月11日 | 私たちのゆくえ                     |
| 第2話                                                     | 1996年1月18日 | 交錯する愛と運命                   |
| 第3話                                                     | 1996年1月25日 | 揺れ動く女たち                     |
| 第4話                                                     | 1996年2月01日 | 女たちの愛と孤独                   |
| 第5話                                                     | 1996年2月08日 | 牙をむく悪の正体!                  |
| 第6話                                                     | 1996年2月15日 | 洗脳からの覚醒                     |
| 第7話                                                     | 1996年2月22日 | 白銀の中で愛を誓う!                |
| 第8話                                                     | 1996年2月29日 | 教えて! 誰が兄を殺したの?          |
| 第9話                                                     | 1996年3月07日 | 衝撃の過去! 私はあいつを許さない!! |
| 最終話                                                    | 1996年3月14日 | 愛の力で悪を撃て! 恋人たちの旅立ち |
| 平均視聴率 9.1%（視聴率は関東地区・ビデオリサーチ社調べ） |               |                                    |